# TH III Live!
TH III live! es el primer disco en directo del guitarrista salmantino Tony Hernando. Cuenta con un CD y un DVD de diversas grabaciones en directo.

## Temas
- CD 
  - 01 The Stalker - Intro (Guitarfest 2005)
  - 02 Now (Guitarfest 2005)
  - 03 The Edge (Guitarfest 2005)
  - 04 Truer Than Ever (Guitarfest 2005)
  - 05 Duelling Waters
  - 06 Into The Black
  - 07 Broken Hero
  - 08 Men And Machines
  - 09 The Awakening
  - 10 Behind the Catwalk (remix)
  - 11 Outsiders (nueva versión)
  - 12 State Of Mind (inédita)
  - 13 Time To Believe (inédita)

- DVD 
  - 1 Into The Black
  - 2 Duelling Waters
  - 3 Now
  - 4 The Silence Of Loss
  - 5 The Awakening
  - 6 The Edge
  - 7 At The Crossroads

## Formación
- Tony Hernando – Guitarra
- Mike Terrana – Batería
- Tony Ferrer – Bajo
- Chema Herrero – Guitarra rítmica
- Boris Dimitrov – Teclados

- Datos: Q6137537